# Liste der Naturdenkmäler in Mühlwald
Die Liste der Naturdenkmäler in Mühlwald (italienisch Selva dei Molini) enthält die neun als Naturdenkmal ausgewiesene Objekte auf dem Gebiet der Gemeinde Mühlwald in Südtirol.
Basis ist das im Internet einsehbare offizielle Verzeichnis der Naturdenkmäler in Südtirol (Stand: 23. Januar 2015). Dabei kann es sich um botanische, geologische oder hydrologische Naturdenkmäler handeln. Die Reihenfolge in dieser Liste orientiert sich an der ID, alternativ ist sie auch nach dem Namen sortierbar.

## Liste
| Foto |                 | Name                        | Standort                     | Beschreibung                            |
| ---- | --------------- | --------------------------- | ---------------------------- | --------------------------------------- |
| BW   | Datei hochladen | Rastelbachfall ID: 055_G01  | 46° 53′ 35″ N, 11° 49′ 0″ O  | Hydrologisches Naturdenkmal: Wasserfall |
| BW   | Datei hochladen | Neveswasserfall ID: 055_G02 | 46° 57′ 12″ N, 11° 46′ 5″ O  | Hydrologisches Naturdenkmal: Wasserfall |
| BW   | Datei hochladen | Wengsee ID: 055_G03         | 46° 52′ 32″ N, 11° 53′ 20″ O | Hydrologisches Naturdenkmal: See        |
| BW   | Datei hochladen | Seefeldsee ID: 055_G04      | 46° 52′ 35″ N, 11° 49′ 20″ O | Hydrologisches Naturdenkmal: See        |
| BW   | Datei hochladen | Passenseen ID: 055_G05      | 46° 53′ 20″ N, 11° 46′ 13″ O | Hydrologisches Naturdenkmal: See        |
| BW   | Datei hochladen | Seebergseen ID: 055_G06     | 46° 56′ 2″ N, 11° 45′ 4″ O   | Hydrologisches Naturdenkmal: See        |
| BW   | Datei hochladen | Seebergl ID: 055_G07        | 46° 56′ 19″ N, 11° 48′ 15″ O | Hydrologisches Naturdenkmal: See        |
| BW   | Datei hochladen | Flemmoos ID: 055_G08        | 46° 54′ 30″ N, 11° 46′ 15″ O | Hydrologisches Naturdenkmal: Niedermoor |
| BW   | Datei hochladen | Lappacher Klamm ID: 055_G09 | 46° 55′ 15″ N, 11° 47′ 37″ O | Hydrologisches Naturdenkmal: Schlucht   |

| Foto: | Fotografie des Naturdenkmals. Klicken des Fotos erzeugt eine vergrößerte Ansicht. Daneben finden sich zwei Symbole: |
| ID    | Identifikator bei der Abteilung Natur, Landschaft und Raumentwicklung der Südtiroler Landesverwaltung               |